# Lovington, New Mexico
Lovington är administrativ huvudort i Lea County i den amerikanska delstaten New Mexico. Orten grundades av Robert Florence Love som hade flyttat till New Mexico-territoriet från Texas. Sydväst om den blivande orten Lovington öppnade han ett hotell, The Love Hotel, år 1907. Ett av förslagen vid ortens grundande var att döpa den till Love men Love själv föredrog formen Loving. Det fanns dock redan en ort som hette Loving i territoriet och därför blev det Lovington i stället. Den nygrundade ortens första postkontor öppnades 1908 och Robert Florence Love blev postmästare.